# Acropomatidae

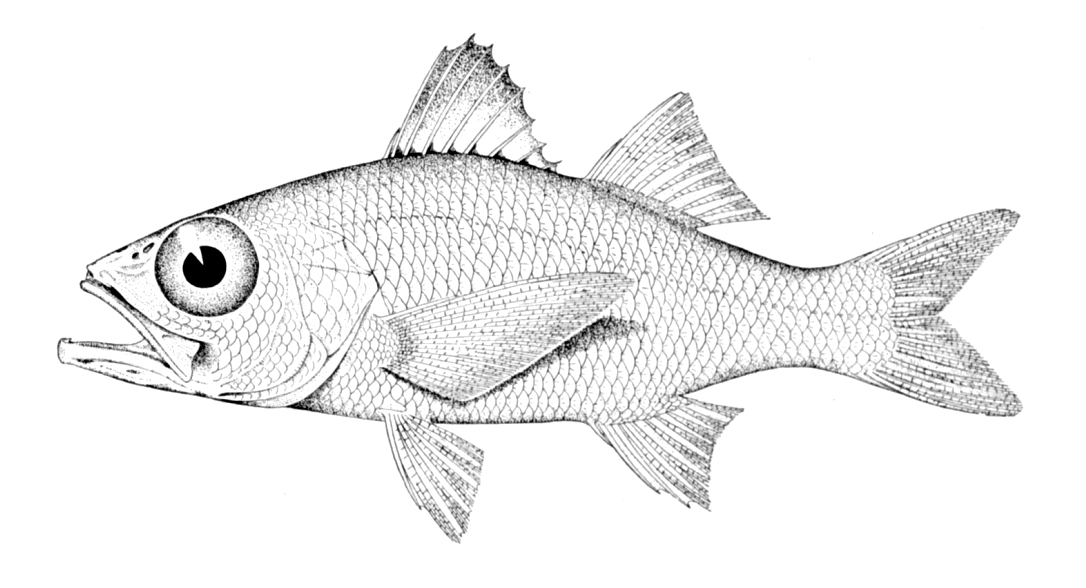
Verilus sordidus

Gli Acropomatidae sono una famiglia di pesci ossei marini appartenenti all'ordine Perciformes.

## Distribuzione e habitat
Si trovano soprattutto nell'Oceano Pacifico e nell'Oceano Indiano, un minor numero di specie popola l'Oceano Atlantico, soprattutto occidentale. Nel 1990 un individuo della specie indopacifica Synagrops japonicus è stato pescato nel mar Ligure.
In maggioranza questi pesci popolano il piano circalitorale e il piano batiale.

## Descrizione
Si tratta di pesci abbastanza anonimi che possono ricordare vagamente gli Apogonidae o i Serranidae ma senza avere le colorazioni vivaci tipiche di queste famiglie. Le pinne dorsali sono due, la prima con raggi spinosi, la seconda con raggi molli e al massimo un raggio spinoso. L'opercolo branchiale porta due spine non appuntite. Le specie del genere Acropoma hanno due fotofori, uno all'inizio della pinna anale e uno alla base delle pinne pettorali.
Misurano poche decine di centimetri di lunghezza.

## Biologia
Poco nota.

## Pesca
La specie Doederleinia berycoides, in inglese "Blackthroat Seaperch" o "Rosy Seabass" e nota in Giappone come "Akamutsu" o "Nodoguro", è particolarmente apprezzata per l'elevata qualità delle sue carni. 

## Specie
- Genere Acropoma
  - Acropoma argentistigma
  - Acropoma boholensis
  - Acropoma hanedai
  - Acropoma japonicum
  - Acropoma lecorneti
- Genere Amioides
  - Amioides grossidens
- Genere Apogonops
  - Apogonops anomalus
- Genere Doederleinia
  - Doederleinia berycoides
- Genere Malakichthys
  - Malakichthys barbatus
  - Malakichthys elegans
  - Malakichthys griseus
  - Malakichthys levis
  - Malakichthys mochizuki
  - Malakichthys similis
  - Malakichthys wakiyae
- Genere Neoscombrops
  - Neoscombrops atlanticus
  - Neoscombrops cynodon
  - Neoscombrops pacificus
- Genere Synagrops
  - Synagrops adeni
  - Synagrops analis
  - Synagrops argyreus
  - Synagrops bellus
  - Synagrops japonicus
  - Synagrops malayanus
  - Synagrops microlepis
  - Synagrops philippinensis
  - Synagrops pseudomicrolepis
  - Synagrops serratospinosus
  - Synagrops spinosus
  - Synagrops trispinosus
- Genere Verilus
  - Verilus sordidus[3]